# Diggy-MO'
Diggy-MO'（ディギーモー）は、日本のMC。所属レコード会社はSME Records。所属事務所はSPACE SHOWER MUSIC。ヒップホップ・ミュージックグループであるSOUL'd OUTの元メンバー。

## 人物
- 本名や誕生日等のプロフィールは非公開となっている。
- 幼少時代からピアノに親しんでおり、クラシック音楽を通じて音楽の基礎を習得。中学、高校、大学時代には知人とバンドを組んでいた[1]。
- トレードマークのキャップはSOUL'd OUTメジャー・デビュー時から欠かさず被っており、キャップを外した姿でメディアやライブに出演することは滅多にない。デビュー当時から「ブレイズ&ビーズ」と呼ばれるヘアスタイルを通している。
- 影響を受けたアーティストには、サザンオールスターズやザ・ルーツなどを挙げている。雑誌などでのインタビューでは、常に「SOUL'd OUTをサザンオールスターズやMr.Childrenなどのように幅広い層に愛されるグループに育て上げたい」と語る。
- Diggy-MO'という名前の由来は、SOUL'd OUTの曲である「Diggy Diggy Diggy」のサビ部分である「Diggy Diggy Diggy」をファンが連呼していたため、「じゃあ、俺はDiggyでいい」と今の名前を名乗るようになった。
- 2017年に自宅をスタジオ化し、楽曲製作に取り組んでいる[2]。

## 経歴

### インディーズ
- 1999年 - Bro.Hi、Shinnosukeと共にSOUL'd OUTを結成。
- 2001年 - ソニー・ミュージックエンタテインメントにより開催された「Sony Music Audition」に合格。
- 2003年1月22日 - SOUL'd OUTとしてシングル『ウェカピポ』をリリースし、メジャー・デビュー。その後、数々のシングルやアルバムをリリースしていく。

### ソロ活動開始
- 2008年11月26日 - 『爆走夢歌』でソロデビュー。アニメ「ソウルイーター」のエンディングテーマになる。
- 2009年
  - 2月4日 - 2ndシングル『JUVES/VEGA』をリリース。
  - 3月25日 - 1stアルバム『Diggyism』をリリース。
  - 6月5日 - Diggy-MO'初のソロツアー『Diggy-MO' Live Tour 2009“WHO THE Fxxx IS JUVE?”』を行う。
  - 8月5日 - 3rdシングル『ToMiTaMi ToMiTaMo』をリリース。
  - 10月7日 - ソロ活動として初のリミックス・アルバム、『Diggy-MO' Live Tour 2009 "WHO THE Fxxx IS JUVE?" + Remixies』をリリース。
  - 11月28日 - 4thシングル『Arcadia』をリリース。
- 2010年
  - 5月12日 - 5thシングル『STAY BEAUTIFUL』をリリース。
  - 7月7日 - 2ndアルバム『Diggyism II』をリリース。

### SOUL'd OUT解散後
- 2014年 - SOUL'd OUTの解散後にソロ活動を再開。
  - 11月5日 - シングル『Lovin' Junk』をリリース。
  - 12月10日 - 2週間の間、ソロ初の配信限定シングル『Christmas Dream』をリリース。
- 2015年
  - 4月1日 - 配信シングル『Blue World』をリリース。
  - 5月13日 - アルバム『the First Night』をリリース。
- 2017年3月8日 - アルバム『BEWITCHED』をリリース[3]。
- 2018年11月7日 - ソロデビュー10周年を記念したベストアルバム『DX(ディー・テン)』をリリース[4]。
- 2019年10月24日 -『CV部』でトヨタのクラウン役を演じる[5]。
- 2023年4月11日 - メディアミックスプロジェクト「BanG Dream!」から生まれた5人組ヘヴィメタルバンド「Ave Mujica」のデビュー曲「黒のバースデイ」の作詞を担当。以後、Ave Mujicaの全楽曲の制作に携わる。初期は作詞の担当のみだったが制作が進むとバンドのサウンドプロデューサーとして作曲（共作）やボーカルアレンジメントなども手掛けるようになる[6][7]。
- 2024年12月6日 - この日から日本公開された、ウォルト・ディズニー・ピクチャーズ配給映画『モアナと伝説の海2』の全楽曲[注釈 1]の日本語訳詞を担当した[8]。

## ディスコグラフィ

### シングル

#### CD
|     | 発売日         | タイトル          | 規格      | 規格品番            |
| --- | -------------- | ----------------- | --------- | ------------------- |
| 1st | 2008年11月26日 | 爆走夢歌          | CD+DVD CD | SECL-725/6 SECL-727 |
| 2nd | 2009年2月4日   | JUVES/VEGA        | CD+DVD CD | SECL-746/7 SECL-748 |
| 3rd | 2009年8月5日   | ToMiTaMi ToMiTaMo | CD        | SECL-800            |
| 4th | 2009年11月18日 | Arcadia           | CD        | SECL-817            |
| 5th | 2010年5月12日  | STAY BEAUTIFUL    | CD+DVD CD | SECL-860/1 SECL-862 |
| 6th | 2014年11月5日  | Lovin' Junk       | CD        | DRMR-0001           |

#### 配信限定
|     | 発売日         | タイトル        | 販売生産番号 | 備考                   |
| --- | -------------- | --------------- | ------------ | ---------------------- |
| 1st | 2014年12月10日 | Christmas Dream | DMRD-0001    | 12月25日までの限定配信 |
| 2nd | 2015年4月1日   | Blue World      |              |                        |

### アルバム

#### オリジナル・アルバム
|     | 発売日        | タイトル        | 規格 | 生産番号  |
| --- | ------------- | --------------- | ---- | --------- |
| 1st | 2009年3月25日 | Diggyism        | CD   | SECL-759  |
| 2nd | 2010年7月7日  | Diggyism II     | CD   | SECL-883  |
| 3rd | 2015年5月13日 | the First Night | CD   | DRMR-0002 |
| 4th | 2017年3月8日  | BEWITCHED       | CD   | DDCZ-2145 |

#### リミックス・アルバム
|     | 発売日        | タイトル                                                    | 規格   | 生産番号   |
| --- | ------------- | ----------------------------------------------------------- | ------ | ---------- |
| 1st | 2009年10月7日 | Diggy-MO' Live Tour 2009 "WHO THE Fxxx IS JUVE?" + Remixies | CD+DVD | SECL-806/7 |

#### ベスト・アルバム
|     | 発売日        | タイトル                                        | 規格    | 生産番号                | 備考                  |
| --- | ------------- | ----------------------------------------------- | ------- | ----------------------- | --------------------- |
| 1st | 2018年11月7日 | DX - 10th Anniversary All This Time 2008-2018 - | 3CD 2CD | SECL-2341/3 SECL-2344/5 | 初回生産限定盤 通常盤 |

## 提供作品
| 発表年   | アーティスト               | 楽曲タイトル    | 収録作品                        | 備考                 |
| -------- | -------------------------- | --------------- | ------------------------------- | -------------------- |
| 2019年   | 二階堂高嗣                 | はぐすた        | 『FREE HUGS!』〈通常盤〉        | 作詞                 |
| 2019年   | 波羅夷空却（CV：葉山翔太） | そうぎゃらんBAM | 『Bad Ass Temple Funky Sounds』 | 作詞・作曲・編曲     |
| 2023年 - | Ave Mujica                 | 全作品          |                                 | サウンドプロデュース |
| 2025年   | 21self                     | Wish 星         | 『スタートライン』              | 作曲（共作）・編曲   |

## ミュージック・ビデオ
| 監督     | 曲名                                                                     |
| 板屋宏幸 | 「Arcadia」「STAY BEAUTIFUL」                                            |
| 末吉のぶ | 「爆走夢歌」                                                             |
| 富永省吾 | 「Lovin' Junk」「PTOLEMY(Ptolemic Expressions)」「PTOLEMY」 「GOD SONG」 |
| 不明     | 「JUVES」「ToMiTaMi ToMiTaMo」「VEGA」                                   |

## タイアップ
| 起用年 | 楽曲              | タイアップ                                                          |
| ------ | ----------------- | ------------------------------------------------------------------- |
| 2008年 | 爆走夢歌          | テレビ東京系アニメ『ソウルイーター』エンディングテーマ              |
| 2009年 | JUVES             | 日本テレビ系『音楽戦士 MUSIC FIGHTER』1月度POWER PLAY               |
| 2009年 | La La FUN         | 映画『ララピポ』劇中歌                                              |
| 2010年 | STAY BEAUTIFUL    | テレビ東京系アニメ『BLEACH』エンディングテーマ                      |
| 2014年 | Lovin' Junk       | テレビ東京系『女の子宣言! アゲぽよTV』2015年1月度エンディングテーマ |
| 2018年 | Remember The Name | 映画『ピーターラビット2』挿入歌                                     |

### CM
- トヨタ自動車「ヴォクシー」（初代・後期型）ナレーション（2006年）

## ライブイベント

### 主催
- 2009年 - Diggy-MO' LIVE TOUR 2009 "WHO THE Fxxx IS JUVE?"
- 2010年 - Diggy-MO' LIVE TOUR 2010 "Put your TROUSERS on"
- 2014年 - Diggy-MO' LIVE 2014 "DIG IT"
- 2015年 - Diggy-MO' LIVE TOUR 2015 "... So, anyway"
- 2016年 - Diggy-MO' LIVE TOUR 2016 "like if you like"
- 2017年 - Diggy-MO' LIVE TOUR 2017 "BEWITCHED"
- 2018年 - Diggy-MO' presents "Tiny Concert 2018"
- 2018年 - Diggy-MO' LIVE TOUR 2018 "IN SKIN"
- 2018年 - Diggy-MO' presents "Tiny Xmas Concert 2018"

### 出演
- 2009年07月25日 - TOKAI SUMMIT'09
- 2009年09月27日 - LIVE for LOVE We support WaterAid
- 2009年12月30日 - FM802 ROCK FESTIVAL RADIO CRAZY 2009
- 2010年07月24日 - TOKAI SUMMIT'10
- 2014年10月25日 - 柏MUSIC SUN 2014
- 2014年11月20日 - MMM
- 2014年11月23日 - しもだて商工まつり2014 Feel Good
- 2014年12月07日 - STROKE POINT vol.00
- 2014年12月31日 - PiNuP Winters Collection
- 2015年01月17日 - PANIC MAN vol.8 ～新春SP～
- 2015年02月21日 - LOS AMIGOS vol.66 -DAY-
- 2015年03月07日 - Rhythm Quest vol.18 ～3rd Anniversary～
- 2015年03月15日 - ROAD
- 2015年03月22日 - PANDORA
- 2015年04月04日 - YOKOHAMA MUSIC YOKOCHO - 横浜音楽横町 vol.3
- 2015年05月10日 - WEST SIDE MUSIC JUNCTION vol.1
- 2016年01月23日 - 吉川 Family Presents「僕らの街から」vol.9
- 2018年06月03日 - SAKAE SP-RING 2018
- 2018年08月16日 - →Pia-no-jaC← 10th Anniversary 組曲『Diggy-MO'』
- 2018年10月08日 - Eggs presents FM802 MINAMI WHEEL 2018 〜20th Anniversary〜
- 2018年12月28日 - Ace Crew Entertainment Presents「Live Crew」